# Wór powłokowo-mięśniowy
Wór powłokowo-mięśniowy, wór skórno-mięśniowy – narząd ruchu u trójwarstwowych bezkręgowców (płazińców, nicieni i większości pierścienic), złożony z nabłonka i warstwy mięśni. Nie występują w nim twarde elementy szkieletowe. Mięśnie ułożone są podłużnie lub okrężnie. Skurcze wora powłokowo-mięśniowego pozwalają jedynie na wykonanie nieskomplikowanych ruchów pełzających o niewielkiej dynamice.
U pareczników z rzędu ziemnikokształtnych występuje wtórny wór powłokowo-mięśniowy zbudowany z mięśni okrężnych.